# Irans herrlandslag i fotboll
Irans herrlandslag i fotboll, "Team Melli", representerar Irans herrsida och är ett av Asiens ledande fotbollslandslag. Första matchen spelades den 25 augusti 1941 mot Afghanistan i Kabul, och slutade 0-0.
Laget har kvalificerat sig för VM sex gånger (1978, 1998, 2006, 2014, 2018, 2022).
Iran vann även Asiatiska Mästerskapen tre gånger mellan 1968 och 1976, men har inte lyckats göra om detta efter revolutionen.

## Historia
Iran har haft stora framgångar i de Asiatiska mästerskapen och 1978 kvalificerade man sig för första gången till VM i fotboll. I Argentina lyckades man inte ta sig vidare från en grupp med Skottland, Nederländerna och Peru som motståndare. Man förlorade mot Nederländerna och Peru men fick 1-1 mot Skottland
År 1998 var Iran efter 20 år tillbaka i VM-slutspel. Första matchen förlorades med 0-1 mot Jugoslavien sedan de fått en frispark. Iran spelade sedan en av turneringens mest uppmärksammade matcher mot USA. De frostiga relationerna mellan länderna var ett samtalsämne men före matchen delade lagen ut blommor till varandra. Iran vann matchen med 2-1 då USA reducerat på övertid. I sista matchen mot Tyskland var Iran tvungen att vinna. Det stod 0-0 i första halvleken men Iran förlorade med 0-2 och en vinst och två förluster räckte bara till en tredjeplats i gruppen.
2002 missade Iran VM-slutspelet sedan man förlorat i playoff mot Irland.
Iran kvalificerade sig också till Världsmästerskapet i fotboll 2006 sedan man missat VM 2002. Det persiska laget hade gått mycket bra i kvalet och i VM-gruppen var motståndarna Mexiko, Portugal och Angola. Första matchen var mot Mexiko där motståndarna tog ledningen efter en halvtimme. Några minuter senare gjorde Iran 1-1. Men Iran släppte in två mål på tre minuter den sista kvarten och Mexikanerna vann med 1-3. Nästa match var mot Portugal som tagit silver i EM 2004 och Iran var tvungen att vinna efter att Mexiko fått 0-0 mot Angola. Efter en timme gjorde Portugal 0-1 och senare 0-2 och Iran var redan utslagna. Sista matchen var betydelselös för Irans del. Efter en timme gjorde Angola 0-1, men med en kvart kvar gjorde man 1-1, vilket matchen slutade. Iran kom sist i gruppen med bara 1 poäng. Iran åkte ut ur VM-kvalet för 2010 i Sydafrika.
Efter att de åkt ut ur VM-kvalet har det visats en förbättring sedan de spelade 1-1 mot Botswana och vann med imponerande 2-3 borta mot Bosnien och Hercegovina.

## Spelare

### Nuvarande trupp
| Nr          | Namn                     | Födelsedatum/ålder     | Klubb                 | Matcher/mål |           |
| Målvakter   | Målvakter                | Målvakter              | Målvakter             | Målvakter   | Målvakter |
| ----------- | ------------------------ | ---------------------- | --------------------- | ----------- | --------- |
| 1           | Alireza Haghighi         | 22 september 1992      | Naft Teheran          | 0170 (0)    |           |
| 22          | Mohammad Rashid Mazaheri | 26 april 1993          | CS Marítimo           | 0 (0)       |           |
| 12          | Amir Abedzadeh           | 18 maj 1989            | Zob Ahan Esfahan F.C. | 020 (0)     |           |
| Försvarare  |                          |                        |                       |             |           |
| 4           | Jalal Hosseini           | 3 februari 1982        | Al-Ahli               | 0660 (5)    |           |
| 2           | Vouria Ghafouri          | 20 september 1987      | Esteghlal Teheran FC  | 0180 (0)    |           |
| 5           | Milad Mohammadi          | 29 september 1993      | FK Achmat Groznyj     | 14 (0)      |           |
| 8           | Morteza Pouraliganji     | 19 april 1992          | Sadd Sports Club      | 24 (2)      |           |
| 13          | Rouzbeh Cheshmi          | 24 juli 1993           | Esteghlal Teheran FC  | 5 (0)       |           |
| 23          | Ramin Rezaeian           | 24 juli 1993           | KV Oostende           | 23 (2)      |           |
| 24          | Saeid Aghaei             | 9 februari 1995        | Sepahan               | 3 (0)       |           |
| Mittfältare |                          |                        |                       |             |           |
| 6           | Saeid Ezatolahi          | 1 oktober 1996         | FC Rostov             | 8 (1)       |           |
| 7           | Saman Ghoddos            | 6 september 1993       | Östersunds FK         | 3 (1)       |           |
| 9           | Omid Ebrahimi            | 15 september 1987      | Esteghlal Teheran FC  | 24 (0)      |           |
| 11          | Vahid Amiri              | 2 april 1988           | Persepolis Teheran FC | 30 (1)      |           |
| 14          | Ali Karimi               | 11 februari 1994       | Dinamo Zagreb         | 6 (0)       |           |
| 15          | Akbar Imani              | 21 mars 1992           | Padideh F.C.          | 2 (0)       |           |
| 18          | Alireza Jahanbakhsh      | 11 augusti 1993        | AZ Alkmaar            | 33 (3)      |           |
| 21          | Ashkan Dejagah           | 5 juli 1986            | VfL Wolfsburg         | 43 (8)      |           |
| 25          | Ahmad Abdollahzadeh      | 6 maj 1993             | FC Foolad Khuzestan   | 3 (0)       |           |
| 3           | Ehsan Hajsafi            | 25 februari 1990       | Panionios FC          | 88 (6)      |           |
|             | Mehdi Torabi             | 10 september 1994      | Saipa                 | 13 (4)      |           |
| Anfallare   |                          |                        |                       |             |           |
| 10          | Karim Ansarifard         | 3 april 1990           | Olympiakos FC         | 0250 (7)    |           |
| 16          | Reza Ghoochannejhad      | 20 september 1987      | SC Heerenveen         | 017 (11)    |           |
| 17          | Mehdi Taremi             | 18 juli 1992           | Persepolis Teheran FC | 022 (10)    |           |
| 19          | Kaveh Rezaei             | 5 april 1992           | R Charleroi SC        | 05 (0)      |           |
| 20          | Sardar Azmoun            | 1 januari 1995 (24 år) | FC Rostov             | 6 (3)       |           |

### Spelare som kontaktats av IFF
Följande spelare har blivit kontaktade inför mötet med Kenya.
| POS     | Namn               | DOB               | Klubb               | Landskamper (Mål) | Senaste kontaktade spelare |
| Spelare | Spelare            | Spelare           | Spelare             | Spelare           | Spelare                    |
| ------- | ------------------ | ----------------- | ------------------- | ----------------- | -------------------------- |
| MV      | Mohammad Mohammadi | 9 september 1977  | Paykan              | 0 (0)             | v Kenya, 19 mars 2009      |
| F       | Sheys Rezaei       | 21 mars 1984      | Saba Battery FC     | 060 (1)           | v Kenya, 19 mars 2009      |
| MF      | Ali Hamoudi        | ?                 | Mes Kerman          | 010 (0)           | v Kenya, 19 mars 2009      |
| MF      | Mehdi Mahdavikia   | 24 juli 1977      | Eintracht Frankfurt | 01150 (13)        | v Kenya, 19 mars 2009      |
| MF      | Ahmad Jamshidian   | 16 maj 1984       | Sepahan             | 0 (0)             | v Kenya, 19 mars 2009      |
| MF      | Khosro Heydari     | 14 september 1983 | Esteghlal FC        | 010 (0)           | v Kenya, 19 mars 2009      |
| A       | Jalal Rafkhaei     | 24 april 1984     | Malavan             | 060 (2)           | v Kenya, 19 mars 2009      |
| A       | Gholamreza Rezaei  | 6 mars 1984       | Saba Battery FC     | 0170 (7)          | v Kenya, 19 mars 2009      |